# Veva de Lima

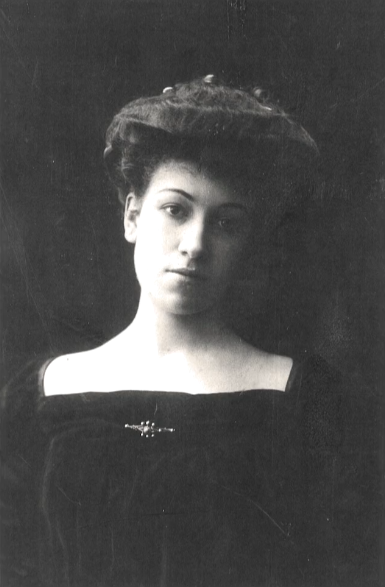
Veva de Lima, 1906

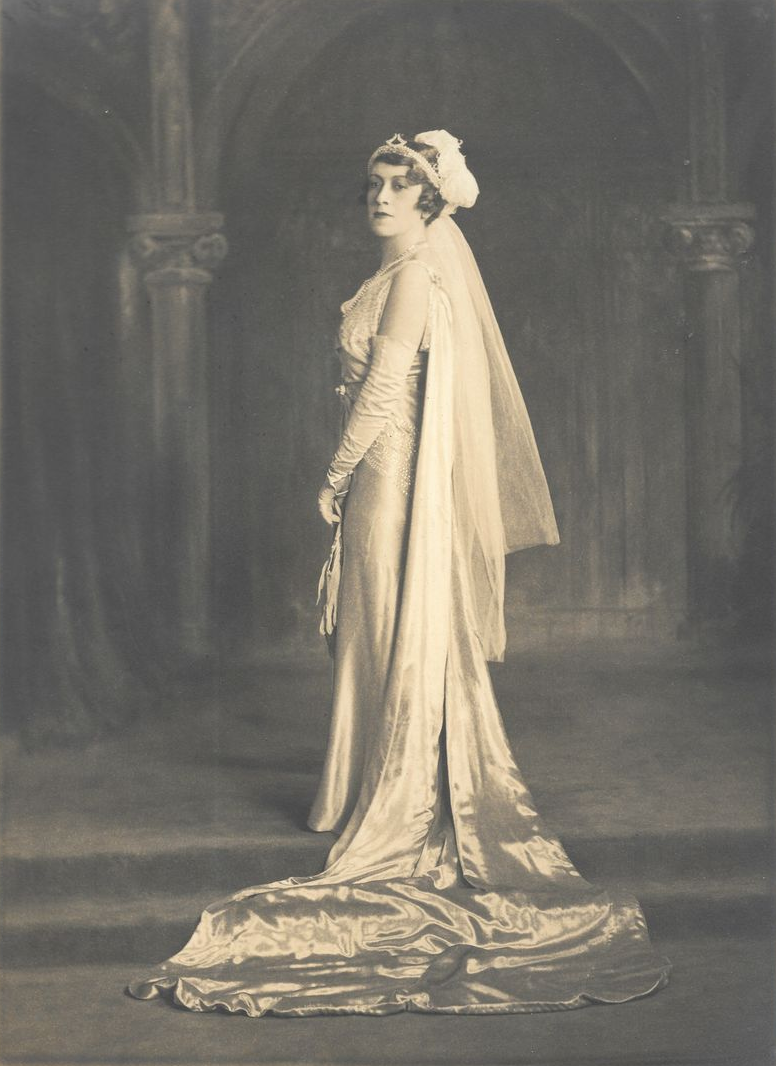
Veva de Lima in formaler Hofkleidung in London, 1933

Genoveva de Lima Mayer Ulrich, als Autorin Veva de Lima (* 3. September 1886 in Lapa, Lissabon; † 8. Juli 1963 in ebenda), war eine portugiesische Schriftstellerin, Socialite und Exzentrikerin, die als Gastgeberin literarischer Salons in der portugiesischen Hauptstadt Lissabon bekannt war.

## Leben
Lima war die Tochter von Amélia da Veiga Araújo und Carlos de Lima Mayer, einem Mitglied der Vencidos da Vida, einer informellen Gruppe von Intellektuellen in Lissabon in den letzten drei Jahrzehnten des 19. Jahrhunderts. Sie hatte einen Bruder. Lima heiratete Rui Ennes Ulrich, einen Akademiker an der Universität von Coimbra, Direktor der Bank von Portugal und Geschäftsmann, der zweimal portugiesischer Botschafter in London werden sollte. Sie hatten eine Tochter, die Pädagogin Maria Ulrich, und einen Sohn, der Selbstmord beging. Rui Ulrich war Monarchist und beschloss nach dem Sturz der portugiesischen Monarchie im Jahr 1910, Portugal zu verlassen und mit seiner Familie nach Biarritz in Frankreich zu ziehen. In den Jahren 1923 und 1924 besuchte das Paar Mosambik, worüber sie in ihrem Buch D'Aquem & D'Alem-Mar schrieb.
Während ihrer Abwesenheit wurde das Haus des Paares in der Rua Silva de Carvalho im Stadtteil Amoreiras in Lissabon, das offiziell als Palácio Ulrich bekannt war, vermietet. Nach ihrer Rückkehr wurde es zur heutigen Casa Veva de Lima, da sie dort ihre Salons abhielt und die intellektuelle und gesellschaftliche Elite Lissabons empfing. Ihre Abende waren bekannt für ihre exzessiven Inszenierungen, von denen einige heute als völlig inakzeptabel gelten würden, wie zum Beispiel die Praxis, die Gesichter der Bediensteten schwarz zu beschmieren, sie in Leoparden-Lendenschurze zu kleiden und eine Ehrengarde mit Fackeln für die ankommenden Gäste zu bilden. Bei einer anderen Gelegenheit lieh sie sich Kamele von einem Zirkus, der zu Besuch war.
Lima war sehr exzentrisch. Sie hielt sich einen Leoparden, der frei im Haus und im Garten herumlaufen durfte und den sie an der Leine durch das Zentrum von Lissabon geführt haben soll. Zugleich engagierte sie sich auch politisch. Sie wandte sich gegen den Faschismus, gab im Radio bekannt, dass sie anglophil sei, als Portugal sich um Neutralität bemühte, und nutzte die Stellung ihres Mannes, um den portugiesischen Diktator António de Oliveira Salazar zu provozieren, indem sie ihm eine offene Einladung zum Besuch des Hauses Ulrich schickte, die er ablehnte. Sie organisierte Veranstaltungen, um Gelder für Unterprivilegierte zu sammeln und unterstützte die Künste.
Während ihrer Zeit in London wurde Prinzessin Elizabeth, die spätere Königin Elizabeth II., auf sie aufmerksam. Die Königin soll Salazar gebeten haben, Ulrichs zweite Amtszeit als Botschafter zu verlängern, damit das Paar Portugal bei ihrer Krönung im Juni 1953 vertreten konnte.
Lima soll „vorzeitig gealtert“ sein und sich nach und nach aus der Gesellschaft zurückgezogen haben. Sie starb 1963 in Lissabon.
Ihr Leben wurde von Joana Leitão de Barros 2022 in einem historischen Roman verarbeitet.

## Werke
- Fantaisie de Printemps. Pièce en Deux Actes. Imprensa Libanio da Silva, Lissabon 1916.
- O último lampadário. Eigenverlag, Lissabon ca. 1917.
- D'Aquem & D'Alem-Mar – Chronicas de Viagem. Imprensa Libanio da Silva, Lissabon 1928.
- O único Vencido da Vida que também o foi da morte. Livraria Luso-Espanhola, Lissabon 1945.